# Hubbardia wessoni
Hubbardia wessoni är en spindeldjursart som beskrevs av Cook 1899. Hubbardia wessoni ingår i släktet Hubbardia och familjen Hubbardiidae. Inga underarter finns listade i Catalogue of Life.